# Lucía de Lammermoor
Lucía de Lammermoor (título original en italiano, Lucia di Lammermoor) es un drama trágico en tres actos con música de Gaetano Donizetti y libreto en italiano de Salvatore Cammarano, basado en la novela The Bride of Lammermoor de Walter Scott.

## Historia

### Composición
Donizetti escribió Lucía de Lammermoor en 1835, una época en la que varios factores lo habían llevado a la cumbre de su reputación como compositor de ópera. Gioachino Rossini se acababa de retirar y Vincenzo Bellini había muerto poco después del estreno de Lucía, dejando a Donizetti como "el único genio reinante de la ópera italiana". No solo eran las condiciones ideales para el éxito de Donizetti como compositor, sino que también había interés en Europa en la historia y la cultura de Escocia. Lo romántico de sus violentas guerras y enemistades, así como su folclore y su mitología, intrigaba a los lectores y las audiencias del siglo XIX. Sir Walter Scott había usado estos estereotipos en su novela La novia de Lammermoor, que inspiró varias obras musicales, además de Lucía. La trama de la novela original se basa en un incidente real que tuvo lugar en el año 1669 en la zona de las colinas Lammermuir de las Tierras Bajas de Escocia. La familia verdaderamente implicada fueron los Dalrymple. Mientras el libreto conserva la intriga básica de Scott, también contiene cambios muy sustanciales en lo que se refiere a los personajes y los acontecimientos. En la novela de Scott, es su madre, Lady Ashton, y no Enrico, quien es la villana y malvada perpetradora de toda la intriga. También, Laird of Bucklaw fue sólo herido por Lucía después de su desafortunada vida, y él más tarde se recuperó, se marchó al extranjero y los sobrevivió a todos. En la ópera, el descenso de Lucía a la locura es más rápida, dramática y muy espectacular, mientras que en el libro es un poco más misterioso y ambiguo. También, en la novela, la última charla de Edgardo y Lucía y su despedida (supervisada por su madre) es mucho menos melodramática y más calmada, aunque el efecto final es igualmente devastador para ambos. Al final de la novela, el Señor de Ravenswood desaparece (su cuerpo nunca se encuentra) y es presumiblemente muerto de alguna manera en un accidente en camino a su duelo con el hermano mayor de Lucía; por lo tanto, no comete un suicidio espectacular de estilo operístico con un stiletto al conocer la muerte de Lucía.
La historia se refiere a Lucy Ashton (Lucía), una joven mentalmente frágil que se ve atrapada en la enemistad entre su propia familia y la de los Ravenswood. Se ambienta en las colinas Lammermuir (Lammermoor) de Escocia en el siglo XVII. 

### Representaciones
Fue estrenada en el Teatro de San Carlos de Nápoles el 26 de septiembre de 1835. Donizetti revisó la partitura para una versión en francés, Lucie de Lammermoor,  que se estrenó el 6 de agosto de 1839 en el Théâtre de la Renaissance en París.
Sin embargo, durante décadas Lucía se consideró como mera pieza de lucimiento para sopranos de coloratura y era parte poco conocida del repertorio operístico. En 1931, debuta en el MET en el rol de Lucía, la soprano francesa Lily Pons y fue famosa por su registro 1/8 más alto que la flauta. Después de la Segunda Guerra Mundial, un pequeño número de sopranos muy capaces, las más destacadas de ellas fueron primero Maria Callas (con interpretaciones desde 1952 y especialmente aquellas de La Scala y Berlín en 1954/55 bajo la dirección de Herbert von Karajan) y después Joan Sutherland (con sus interpretaciones de 1959 en la Royal Opera House Covent Garden, que se repitieron en 1960), revivieron la ópera en toda su gloria trágica original.
Desde su renacimiento, Lucía de Lammermoor se ha convertido en una referencia del repertorio operístico estándar, y aparece como número 19 en la lista de Operabase de las óperas más representadas en el mundo, la 11.ª en Italia y la segunda de Donizetti, después de El elixir de amor.

### Versión francesa
Después de que la Lucía de Lammermoor original fue representada en París, el Théâtre de la Renaissance encargó a Donizetti una versión en francés, Lucie de Lammermoor. Se estrenó el 6 de agosto de 1839. Posteriormente esta versión fue de gira ampliamente por toda Francia. El libreto, escrito por Alphonse Royer y Gustave Vaëz, no es una simple traducción, pues Donizetti alteró algunas de las escenas y los personajes.
Entre los cambios más notables se citan la desaparición del rol de Alisa, la amiga de Lucía. Esto permite a la versión francesa aislar a Lucía y dejar un impacto emocional más fuerte que en la original. Más aún, Lucía pierde la mayor parte del apoyo de Raimondo; su papel queda considerablemente disminuido mientras que crece el personaje de Arturo. Donizetti creó además un nuevo personaje, Gilbert, basado libremente en el cazador de la versión original. Sin embargo, es una figura más desarrollada, que sirve igualmente a Enrico y Edgardo, divulgando sus secretos al otro por dinero.
La versión en francés suele ser representada con menor frecuencia que la versión italiana. Pero fue revivida con gran éxito por Natalie Dessay y Roberto Alagna en la Ópera Nacional de Lyon en 2002. Fue también coproducida por la Ópera Lírica de Boston y la Ópera Glimmerglass con Sarah Coburn cantando el rol titular como su primera "Lucía" en esta versión francesa de 2005. En 2008 Lucie fue producida por la Ópera de Cincinnati con Sarah Coburn de nuevo en el rol titular.

## Personajes
| Personaje                                                 | Tesitura              | Elenco del estreno, 26 de septiembre de 1835 (Director: – ) |
| --------------------------------------------------------- | --------------------- | ----------------------------------------------------------- |
| Lucía                                                     | soprano de coloratura | Fanny Tacchinardi Persiani                                  |
| Lord Enrico Ashton, Señor de Lammermoor; hermano de Lucía | barítono              | Domenico Cosselli                                           |
| Sir Edgardo de Ravenswood                                 | tenor                 | Gilbert Duprez                                              |
| Lord Arturo Bucklaw, novio de Lucía                       | tenor                 | Balestrieri                                                 |
| Raimondo Bidebent, un capellán calvinista                 | bajo                  | Carlo Ottolini Porto                                        |
| Alisa, doncella de Lucía                                  | mezzosoprano          | Teresa Zappucci                                             |
| Normanno, cazador; un criado de Enrico                    | tenor                 | Anafesto Rossi                                              |
| Criados y servidores, invitados a la boda                 |                       |                                                             |

## Argumento
Tiempo: Finales del siglo XVII
Lugar: Escocia

### Acto I
Escena 1: En los jardines del castillo de Ravenswood.
Normanno, capitán de la guardia del castillo, acompañado por otros sirvientes, busca a un intruso. El capitán le cuenta luego a Enrico que sospecha que el intruso es Edgardo, y que viene al castillo para encontrarse con Lucía. Cuando se descubre que la sospecha de Normanno era cierta, Enrico confirma el odio que siente por la familia de Edgardo y su determinación por terminar la relación entre él y su hermana.
Escena 2: Una fuente en la entrada del parque, cerca del castillo.
Lucía espera a Edgardo. En su famosa aria, Regnava nel silenzio, Lucía le cuenta a su sirvienta, Alisa, que ha visto el fantasma de una niña asesinada en ese mismo lugar por un ancestro de los Ravenswood celoso. Alisa ve en esa aparición un mal presagio y advierte a Lucía que debe desistir de su amor. Entra Edgardo y explica que por razones políticas debe partir inmediatamente a Francia. Él confía en hacer las paces con Enrico y casarse con Lucía, pero ante las dudas de ella de que su hermano acepte esto, ambos juran un voto de matrimonio e intercambian anillos. Edgardo se marcha.

### Acto II
Escena 1: Las habitaciones de Lord Ashton, en el castillo de Ravenswood.

Diseño escénico para el Acto III, escena tercera de Francesco Bagnara, alrededor de 1844 (Civica Raccolta Stampe Bertarelli Milan)

Avanzan los preparativos para la inminente boda de Lucía y Arturo, y Enrico está preocupado por la decisión que pueda tomar Lucía en último momento. Para disipar sus dudas, le muestra una supuesta carta escrita por Edgardo que prueba que la ha olvidado y que tiene un nuevo amor. Enrico deja a Lucía en manos de Raimondo, su capellán y tutor, quien intenta convencerla de que renuncie a su compromiso con Edgardo por el bien de su familia, y de que se case con Arturo.
Escena 2: Un salón en el castillo.
Arturo, el novio, llega para casarse. Lucía actúa extrañamente, pero Enrico intenta convencer a los demás de que se debe a la muerte de su madre. Arturo firma el contrato nupcial, y Lucía hace lo mismo pero reticente. Edgardo aparece repentinamente y amenaza a los presentes. Raimondo evita un enfrentamiento, y le muestra la firma de Lucía en el contrato dando al lugar al famoso sexteto de la ópera, clásico de la literatura lírica. Edgardo, indignado, la maldice y exige que se devuelvan mutuamente los anillos de compromiso. Lanza su anillo al suelo, antes de que le obliguen a abandonar el castillo.

### Acto III
Escena 1: La torre Wolf's Crag.
Enrico visita a Edgardo para retarlo a un duelo. Le menciona que Lucía ya está disfrutando la noche de bodas. Edgardo acepta el reto de pelear contra Enrico más tarde en el cementerio de los Ravenswood, cerca del Wolf's Crag.
Escena 2: Un salón en el castillo.
Raimondo interrumpe las celebraciones de la boda para comunicar a los invitados que Lucía se ha vuelto loca y ha matado a su prometido Arturo. Entra Lucía. En el aria Il dolce suono se imagina con Edgardo a punto de casarse. Enrico aparece y al principio amenaza a Lucía pero luego se calma cuando se da cuenta de la locura de su hermana. Lucía cae. Raimondo culpa a Normanno por precipitar toda la tragedia.
Escena 3: El cementerio de la familia Ravenswood.
Edgardo se convence de dejarse matar por Enrico. Se entera de que Lucía se está muriendo y entonces llega Raimondo para decirle que ella ya ha muerto. Edgardo se apuñala esperando unirse con Lucía en el cielo.

## Instrumentación
La partitura está escrita para las voces solistas, un coro mixto (SATB) y una orquesta formada por:
- Viento madera: 1 flautín, 2 flautas, 2 oboes, 2 clarinetes, 2 fagotes.
- Viento metal: 4 trompas, 2 trompetas, 3 trombones.
- Percusión: timbales, bombo, caja, platillos, triángulo, campana, armónica de cristal.
- Cuerda: 1 arpa y una sección de cuerdas con violines I y II, violas, violonchelos y contrabajos.
- Fuera de escena: banda de música.

En la partitura manuscrita de la versión original se incluyó una armónica de cristal para la escena de la locura. Pero en el estreno tuvo que ser reemplazada por una flauta. El arpa no figura en la versión francesa.

## Estructura y análisis
El índice de la edición de Bonynge enumera las siguientes piezas.
- 01. "Preludio"

Acto I
- 02. "Percorrete le spiaggie vicine" (Recorra los jardines cercanos ...)
- 03. "Tu sei turbato!" (Usted está preocupado!)
- 04. "Cruda, funesta smania" (Un frenesí cruel y mortífero) (Enrico)
- 05. "La pietade in suo favore" (En vano tu compasión) (Enrico)
- 06. "Ancor non giunse!" (¿Todavía no ha venido?) (Lucía)
- 07. "Regnava nel silenzio" (A la muerte de la noche) (Lucía)
- 08. "Quando rapito in estasi" (Cuando, perdido en éxtasis) (Lucía)
- 09. "Egli s'avanza" (Él viene...) (Alisa, Edgardo, Lucía)
- 10. "Sulla tomba che rinserra" (Sobre la tumba donde) (Edgardo, Lucía)
- 11. "Qui di sposa eterna...Ah! Verranno a te sull'aure" (Aquí, prométete eternamente ... ¡Ah! ... En la brisa) (Edgardo, Lucía)

Acto II
- 12. "Lucía, fra poco a te verrà" (Lucía vendrá a ti pronto)
- 13. "Appressati, Lucía" (Acércate, Lucía)
- 14. "Il pallor funesto, orrendo" (Esta palidez mortal que horriblemente)
- 15. "Soffriva nel pianto" (Sufrí en lágrimas, languideció de pena)
- 16. "Che fia" (¿Qué puede ser?)
- 17. "Se tradirmi tu potrai" (Si me traicionas)
- 18. "Ebben? – Di tua speranza" (¿Bien entonces? De tu esperanza)
- 19. "Ah! cedi, cedi" (¡Ah! Rendimiento rendimiento) (Raimondo)
- 20. "Al ben de'tuoi qual vittima" (El pozo de lo que su víctima) (Raimondo)
- 21. "Per te d'immenso giubilo" (Para ti todo)
- 22. "Dov'è Lucía?" (¿Dónde está Lucía?)
- 23. "Chi mi frena in tal momento" (¿Quién me frena en tal momento?) (Sextet)
- 24. "T'allontana sciagurato" (Se ha ido, miserable)

Acto III
- 25. "Orrida è questa notte" (Horrible es esta noche)
- 26. "Qui del padre ancor respira" (Aquí el padre todavía respira)
- 27. "D'immenso giubilo" (Elevemos nuestras voces)
- 28. "Ah! cessate quel contento" (¡Ah! ... ¡Quédate, deja de disfrutar!)
- 29. "Oh! qual funesto avvenimento!" (¡Oh, qué tragedia!)
- 30. "Oh, giusto cielo!...Il dolce suono" (¡Oh, cielo misericordioso! ... Fui agitado) (Lucía; "Escena de la locura")
- 31. "Ohimè! sorge il tremendo fantasma" (¡Ay! El terrible espectro se eleva)
- 32. "S'avanza Enrico" (Enrico avanza)
- 33. "Spargi d'amaro pianto" (Derramar lágrimas amargas)
- 34. "Si tragga altrove" (Dibuja en otro lugar)
- 35. "Tombe degli avi miei" (Tumbas de mis padres) (Edgardo)
- 36. "Fra poco a me ricovero" (Pronto esta tumba descuidada)
- 37. "Oh meschina!" (¡Oh pobre criatura! ¡Oh, destino horrible!)
- 38. "Tu che a Dio spiegasti l'ali" (Tú que extendiste tus alas al Cielo) (Edgardo)

### La escena de la locura
Estrenada por Fanny Persiani, la escena capital de la ópera es la escena de la locura, "Il dolce suono...Spargi d'amaro pianto" del Acto III. Resume todas las escenas de la locura típicas de las óperas belcantistas y contiene las notas para soprano más altas del repertorio: dos mi bemoles sobreagudos. No son notas escritas en la partitura, y las cantantes las interpretan o no, como una forma de "embellecimientos" no siempre aprobada por los puristas.
La escena ha sido históricamente un vehículo para el lucimiento de varias sopranos de coloratura y es una pieza muy exigente técnica y expresivamente. Durante décadas Lucía fue considerada como una mera pieza de artificio para demostrar las capacidades vocales de las sopranos ligeras como Nellie Melba, Adelina Patti, Luisa Tetrazzini, Amelita Galli-Curci, Lina Pagliughi o Lily Pons. [opinión personal]
Sin embargo, después de la Segunda Guerra Mundial, María Callas lideró un movimiento de restitución de sus valores dramáticos y expresividad [¿?] a partir de la escritura tal como había sido escrita. Se ha interpretado la escena en un estilo come scritto ("como se escribió"), añadiendo una ornamentación mínima a sus interpretaciones. El triunfo de Callas en la parte produjo una serie de notables Lucías que la sucedieron en especial Joan Sutherland, para quien el rol significó un gran paso adelante. Otras intérpretes del personaje contemporáneas dignas de mención fueron Leyla Gencer, Beverly Sills, Renata Scotto, Montserrat Caballé, Anna Moffo, Edita Gruberová, June Anderson, Mariella Devia y Natalie Dessay.
La mayor parte de las sopranos, sin embargo, añaden ornamentación para demostrar su habilidad técnica, en la tradición belcantista. Esto implica el añadido y la interpolación de trinos, mordentes, giros, y cadenzas. Casi todas las sopranos añaden cadenzas al final de la "escena de la locura", a veces terminando en un mi bemol sobreagudo. Algunas sopranos, incluidas Ruth Welting, Klára Kolonits, Lily Pons y Mariella Devia han cantado la escena de la locura en la clave original de Donizetti de Fa mayor, acabando con un Fa natural sobreagudo en lugar de transponer un paso abajo a la clave de mi bemol mayor.
La partitura original de la escena fue para armónica de cristal, pero fue después reemplazada por el habitual conjunto de dos flautas.
La popular cadenza de soprano y flauta se compuso en 1888 por Mathilde Marchesi para la interpretación del papel por su estudiante Nellie Melba, exigiendo diez semanas de ensayos para la nueva adición y causando una revaluación crítica e hizo surgir un nuevo interés en la ópera.

## Discografía
Tanto la versión en italiano como la francesa han sido objeto de múltiples grabaciones, aunque la versión italiana predomina.
Una de las versiones más tempranas se grabó en 1929 con Lorenzo Molajoli dirigiendo al coro y orquesta de La Scala y Mercedes Capsir en el rol titular. El "sexteto de Lucía" (Chi mi frena in tal momento?) fue grabado en 1908 por Enrico Caruso, Marcella Sembrich, Antonio Scotti, Marcel Journet, Barbara Severina y Francesco Daddi, (un solo lado Victor 70036) y lanzado al precio de $7.00, ganando el título de "The Seven-Dollar Sextet" ("El sexteto de siete dólares"). 
Hay varias grabaciones con Maria Callas en el rol titular, incluyendo dos versiones dirigidas por Tullio Serafin (1953 y 1959) y una con Herbert von Karajan (1955). Joan Sutherland, que destacó en particular por su interpretación de Lucía, grabó también la ópera varias veces incluyendo la grabación Decca de 1971 dirigida por Richard Bonynge con Luciano Pavarotti como Edgardo. En 2002, Chandos lanzó una grabación en inglés de la versión italiana dirigida por David Parry con Elizabeth Futral como Lucía.

## En la cultura popular
Esta obra, en especial el "sexteto de Lucía", ha servido de inspiración a artistas musicales de diversos géneros para crear sus propias versiones. Tanto las adaptaciones como las interpretaciones de la pieza original han sido incluidas en multitud de bandas sonoras de películas, programas de televisión, videojuegos, etc. Su influencia ha rebasado el ámbito musical y ha llegado a artistas de otras disciplinas como la literatura, el cómic o el cine.

### Adaptaciones
- 1997 – "Lucia di Lammermoor" - "The Diva Dance", par de piezas compuestas por Éric Serra para la banda sonora de la película El quinto elemento. Esta música acompaña una escena que muestra una interpretación musical de la diva alienígena Plavalaguna, con la voz de la soprano albanesa Inva Mula e interpretada por la actriz francesa Maïwenn Le Besco. La primera parte de esta pieza se titula «Lucia di Lammermoor» e incorpora la primera parte de la escena de la locura "Il dolce suono" y la segunda parte se titula «The Diva Dance». Ambas se incluyen como pistas separadas en la banda sonora de la película, pero se secuencian para crear el efecto de toda la actuación que se ve en la película. En posproducción la obra se modificó digitalmente para llegar a notas inalcanzables dada la imposibilidad para la voz humana de cantar notas tan extremadamente agudas y graves combinadas. El compositor Éric Serra utilizó su propia voz para las notas más graves.
- 2006 – "Lucia di Lammermoor", tema lanzado como videoclip del cantante ruso Vitas en el que hace su propia versión de la pieza cantada por Inva Mula sobre una partitura techno intensamente orquestada.

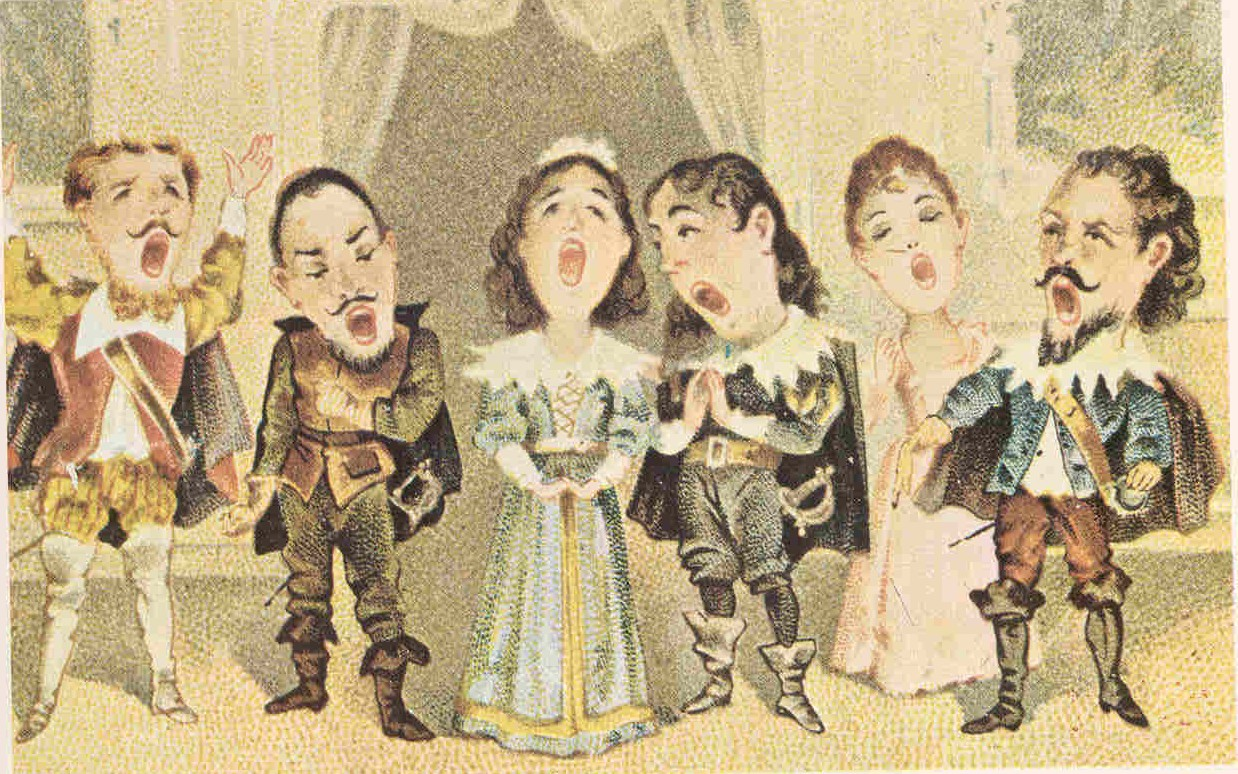
Caricatura del "Sexteto de Lucía", c.1900 (Civica Raccolta Stampe Bertarelli Milan).

### Inclusión en bandas sonoras
- 1930 – El conflicto de los Marx, film de los Hermanos Marx que incluye el sexteto.
- 1932 – Scarface, clásico de gánsteres de Howard Hawks que usa la melodía del sexteto. Tony Camonte (Paul Muni) silba "Chi mi frena?" cada vez que va a matar a alguien y la melodía se convierte en un aviso de sus asesinatos.[cita requerida]
- 1946 – Willie the Operatic Whale, corto animado de Disney en que el sexteto aparece cantado por todos los personajes interpretados por Nelson Eddy.
- 1946 – Book Revue (Revista Literaria), corto de animación de Warner Bros. en que el lobo antagonista de Bugs Bunny canta el sexteto. El Sexteto de Lucía se ha usado con frecuencia en comedia y en dibujos animados.[30]
- 1946 – Micro-Phonies corto del grupo cómico de slapstick estadounidense Los Tres Chiflados.
- 1948 – Squareheads of the Round Table, cantado en la última con la letra "Oh, Elaine, Elaine, come out...".
- 1948 – Back Alley Oproar (Jaleo en el Callejón), corto animado de Warner en que el sexteto es cantado por un coro de gatos Silvestres.
- 1949 – Long-Haired Hare (Conejo de pelo largo), corto animado de Warner en que el cantante de ópera antagonista interpreta el sexteto.
- 1951 – The Great Caruso, largometraje sobre el tenor Caruso que incorpora una escena cantando el sexteto.
- 1983 – Man of Flowers, film de Paul Cox Además de "Il dolce suono", "Verranno a te sull'aure" y "Che facesti?" aparecen de forma destacada, especialmente "Verranno a te sull'aure", que acompaña un estriptis en la escena inicial de la película.
- 1988 – Beetlejuice, film de Tim Burton que incluye el aria "Regnava nel silenzio" en la escena en que Lydia (Winona Ryder) escribe una nota de suicidio.
- 1986 – The Money Pit, comedia que presenta la melodía del sexteto durante una escena.
- 1997 – El quinto elemento, largometraje de Luc Besson que incorpora la adaptación de la escena de la locura de Éric Serra cantada por Inva Mula.
- 2003 – The Matrix Reloaded, película cuya banda sonora incorpora la versión de Mula como telón de fondo a "The Eye of Zion's Pocket" incorrectamente atribuido a The Chemical Brothers (el artista original se desconoce).
- 2006 – Law & Order: Criminal Intent, serie televisiva en cuyo capítulo 5x16 "Dramma Giocoso" se incluye la versión de Mula. La historia trata del asesinato de un joven violinista por su madre cantante de ópera, quien interpreta la canción justo después del asesinato.
- 2006 – The Departed, film de Martin Scorsese en el que la melodía figura en dos escenas. Primero el personaje de Jack Nicholson asiste a una representación de esta ópera en la que suena el sexteto. Más tarde el móvil de Nicholson tiene como sonido de llamada la melodía del sexteto.
- 2014 – Guardianes de la Galaxia, película de superhéroes en la que suena la escena de la locura.
- 2014 – Beetlejuice Beetlejuice, secuela de Tim Burton cuya banda sonora vuelve a incluir el aria "Regnava nel silenzio".

### Otros
- Novelas como El conde de Montecristo de Dumas, Madame Bovary de Flaubert, Anna Karenina de Tolstói, Where Angels Fear to Tread de E. M. Forster y The Hotel New Hampshire de John Irving contienen alusiones a esta ópera.[31]
- En 1958 la novela El gatopardo de Giuseppe Tomasi di Lampedusa menciona "Tu che a Dio spiegasti l'ali", el número final del tercer acto.
- En 1960 el libro infantil The Cricket in Times Square de George Selden el personaje Chester Cricket gorjea la parte para tenor del "Sexteto de Lucía" como bis a su concierto de despedida, deteniendo literalmente el tráfico en el proceso.